# Jan Chladil
Jan Chladil (* 8. prosince 1949 Olomouc) je bývalý český fotbalista, záložník. Po skončení aktivní kariéry působil jako trenér B-týmu Olomouce a jako správce olomouckého stadionu.

## Fotbalová kariéra
V československé lize hrál za Sigmu Olomouc. Nastoupil ve 13 ligových utkáních. Ve druhé lize hrál i za TJ VŽKG, kam přišel v lednu 1974 z pražské Slavie.

## Ligová bilance
| Ročník                                     | Zápasy | Góly | Minuty | Klub          |
| ------------------------------------------ | ------ | ---- | ------ | ------------- |
| 2. československá fotbalová liga 1974/1975 | -      | -    | -      | TJ VŽKG       |
| Česká národní fotbalová liga 1978/1979     | -      | -    | -      | Sigma Olomouc |
| 1. československá fotbalová liga 1982/1983 | 13     | 0    | 1101   | Sigma Olomouc |
| CELKEM 1. liga                             | 13     | 0    | 1101   |               |

## Ocenění
V červnu 2022 obdržel Cenu města Olomouce za rok 2021 v oblasti sport.